# Церковь Святого Эгидия (Рим)
Церковь Сант-Эджидио (итал. La Chiesa di Sant'Egidio) — приходская церковь в Риме, в районе Трастевере, на Пьяцца Трастевере. Посвящена святому Эгидию. Церкви принадлежит титул Сант-Эджидио (титулярная церковь), учреждённый папой Франциском 5 октября 2019 года.

## История церкви

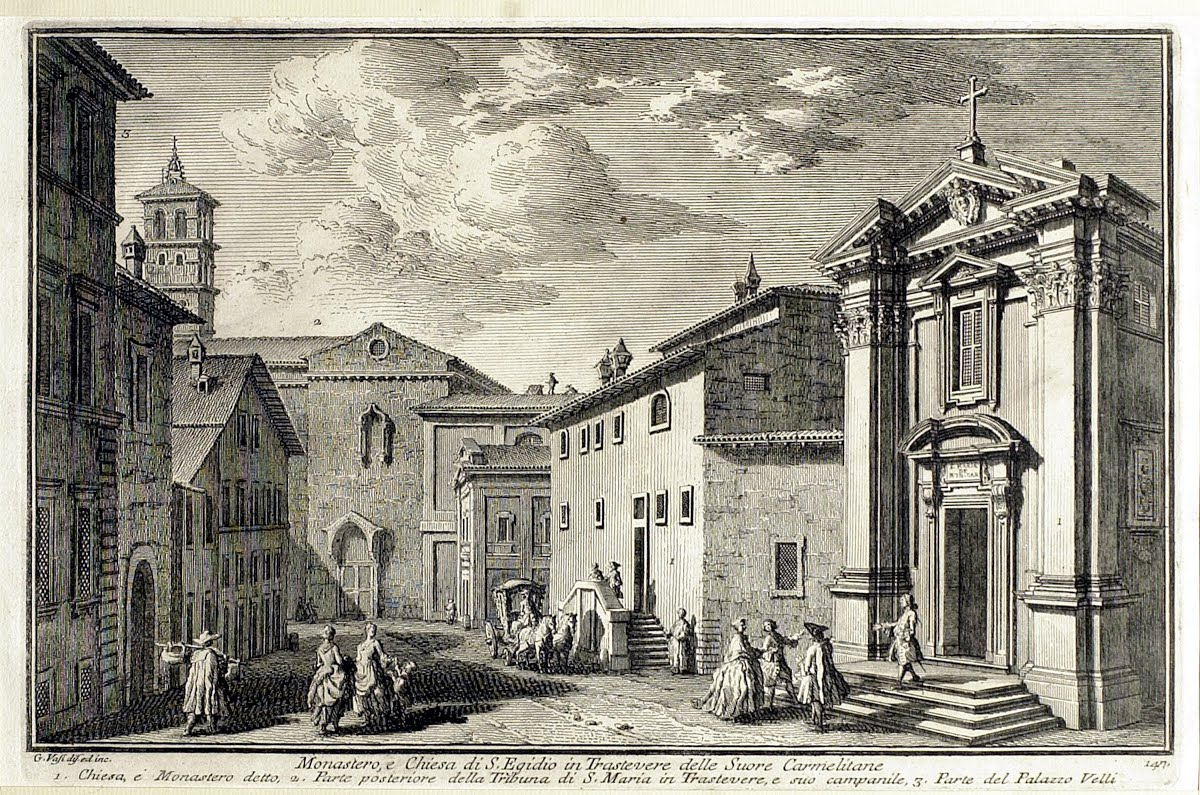
Церковь и монастырь кармелитов Святого Эгидия в Трастевере. Офорт Дж. Вази. 1756

Церковь находится рядом с другой, гораздо более старой, под названием «Святого Лаврентия на Яникульском холме (во дворе)» (San Lorenzo in Janiculo o de curtibus). В 1610 году капитул Санта-Мария-ин-Трастевере передал обветшавшую к тому времени церковь набожному мяснику по имени Агостино Ланчеллотти для восстановления. Последний, при поддержке щедрых пожертвований принцессы Венафро, восстановил церковь, изменил её название на Сант-Эджидио и передал её вместе с прилегающим домом монахиням Ордена босых кармелиток.
Тем временем монахини приобрели поблизости ещё одну церковь, освящённую в честь святых Криспина и Криспиниана, и присоединили её к своему монастырю. Эта церковь, построенная в средневековый период, в прошлом была известна под названием Сан-Бьяджо-ин-Трастевере или дей-Велли, а затем, когда во второй половине XVI века она была передана компании «Компания дей Кальцолаи» (Compagnia dei Calzolai), она получила название Криспино и Криспиниано.
Поскольку наличие двух церквей в одном монастыре посчитали излишним, монахини решили снести церковь Сант-Эджидио и перестроить в 1630 году церковь Святых Криспино и Криспианиано, также посвятив её Мадонне дель Кармело, о чём до сих пор можно прочитать на входной двери: «B.V. Mariae de Monte Carmelo dicatvm a. salutis MDCXXX».

## Архитектура
Внутри церковь имеет один неф. Особый интерес представляют надгробный памятник Веронике Рондинини Ориго работы Карло Фонтаны и алтарный образ Святого Эгидия работы Помаранчо.
Ныне в одной части бывшего монастыря кармелитов располагается Музей римского фольклора и поэзии; в другой — Община Святого Эгидия, католическая ассоциация мирян, посвятившая себя апостольским трудам, оказанию помощи и содействию миру на международной арене.
В церкви похоронен выдающийся скульптор и архитектор эпохи итальянского Возрождения Бернардо Росселлино.